# Вешатели обезьян
Вешатели обезьян (англ. Monkey hanger) — прозвище жителей города Хартлпул в церемониальном графстве Дарем, Англия.

## Происхождение
Согласно местному фольклору, во время Наполеоновских войн французский шас-марэ потерпел крушение во время шторма у берегов Хартлпула. Единственным выжившим с корабля была обезьяна, предположительно одетая в форму французской армии, чтобы развлечь команду. Найдя обезьяну на пляже, группа местных жителей решила провести импровизированный суд. Поскольку обезьяна не могла ответить на их вопросы, и поскольку они раньше не видели ни обезьяны, ни французов, они пришли к выводу, что обезьяна, должно быть, французский шпион. Животное было признано виновным, приговорено к смертной казни и повешено на пляже.
Более ранняя и удивительно похожая легенда о повешении обезьяны, с похожей связанной с ней песней, относится к жителям шотландского Боддама в Абердиншире.
. С похожими текстами и скандированием («And the Boddamers hung the Monkey, O»), вполне вероятно, что автор песен и исполнитель в Тайнсайде XIX в. Нед Корван услышал и адаптировал песню во время путешествия по Шотландской низменности со Слепым Вилли Первисом.
Похожие истории также рассказывают о Мевагисси в Корнуолле и Гриноке в Шотландии.

## Песня
Самое раннее засвидетельствованное упоминание о повешении обезьяны содержится в популярной песне «The Monkey Song», написанной и исполненной Недом Корваном Учитывая, что «только после появления Корвана в Хартлпуле появились веские доказательства развития истории об обезьяне», сама песня кажется наиболее правдоподобным источником мифа.
In former times, 'mid war an' strife,

When French invashin threaten'd life,

An' all was arm'd to the knife,

The Fishermen hung the Monkey, O!

The Fishermen wi' courage high,

Seized Monkey for a spy,

Hang him says yen, says another he'll die;

They did, an' they hung the Monkey, O!

They tried ivery means to myek him speak,

They tortor'd the Monkey tiv he loud did squeak;

Says yen that's French, says another it's Greek,

For the Fishermen then gat drunkey, O!

He's all ower hair some cheps did cry,

E'en up to summic cute an' sly;

Wiv a cod's heed then they closed an eye,

Afore they hung the Monkey, O!